# Texmaker
Texmakerは統合環境として使える LaTeX エディタであり、Windows、macOS、Linuxで動作する。デフォルトの文字コードは UTF-8 である。

## 機能
綴りの確認
スペルが間違っていると思われる単語の下に赤い点線が表示される。メニューからは [編集(E)] > [スペルチェック]、ショートカットキー Ctrl + Shift + F7 で起動できる。
日本語の文章を作成するときに赤い点線を表示したくない場合は [オプション(O)] > [Texmaker の設定] > [エディタ] > [スペルチェック辞書] > [インライン] のチェックを外せばよい。
矩形選択
Alt キーを押しながらマウスをドラッグすると矩形選択ができる。

## 派生版
- TeXstudio (en)
- bidiTeXmaker3